# Opinio juris
Opinio juris (рус. опинио юрис, буквально с латинского — "мнение права") — выражение, которое применяется в международном праве для констатации признания субъектами правотворчества правил поведения как нормы права или убеждение субъектов международного права в юридической полноценности (действительности) нормы права.
Opinio juris, или признание в качестве нормы права, придает обычному правилу легитимность, наделяя его авторитетом и юридической силой. Без этого нормативного аспекта, практика является не более чем обычным заведенным порядком либо простой привычкой, но не правом. С этой целью, как подчёркивает Международный Суд ООН, необходимо выяснить, существует ли та или иная норма обычного права в opinio juris государств и убедиться в том, что это подтверждено практикой. Иными словами, необходимо, чтоб практика сопровождалась убежденностью, что она обязывает государства именно как право.
На практике это означает признание государством определенного правила в качестве нормы международного права.
Такое признание может быть явно выраженным или молчаливым. Явно выраженное признание закрепляется в договорах в письменной форме и, как правило, не вызывает необходимости выяснять, является ли признанное правило поведения нормой права.
Явно выраженное признание осуществляется чаще всего в форме заявления и является наиболее предпочтительной формой признания, поскольку не вызывает вопросов и разногласий. Исходя из этого, значение различных заявлений государств для установления opinio juris превосходит значение фактических действий. В случае фактических действий, правда, также действует презумпция, что государства совершают их исходя из признания их юридической обязательности. Но именно делая заявление, государство недвусмысленно высказывает свою точку зрения.
Сложнее выяснить признание нормы права правилом поведения, становление которой происходит в молчаливой форме. Речь идет о международно-правовом обычае, которое является повторением определенного типа поведения (элемент первый, объективный), и которое к тому должно рассматриваться государствами как норма права на основе их убежденности в том, что эта норма юридически обязательна (элемент второй, субъективный).
Положение об Опинио юрис закреплено в Уставе Международного суда ООН и гласит: «Международный обычай как доказательство общей практики, признанной как правовая норма» (ст. 38 § 1 «b»).
Правоведы, выясняя, существует ли Опинио юрис, ссылаются на заявления государств, акты межнародных организаций, решения судов и т. п..
Характерным примером Опинио юрис является решение Международного суда ООН от 25 сентября 1997 года по спору между Венгрией и Словакией (Проект Габчиково-Надьмарош (Венгрия против Словакии)), в котором Суд, выясняя, есть ли определенное правило нормой права (Опинио юрис), сослался на ответственный комментарий Комиссии международного права ООН (хотя этот документ, как таковой, не является источником международного права).
Такая логическая конструкция играет важную роль при анализе уже существующих норм обычного права. Но более проблемно присутствие этой конструкции при появлении новых обычных норм. Если практика не контролируется нормами обычного права, становится логичным необходимость выявления убежденности государства о том, что оно действовало легально, создавая такую практику. Этот парадокс разрешается в некоторой степени концепцией "кристаллизации", согласно которой практика и обязанности государства эволюционируют вместе и в конце концов перерастают в право. 
Не меньшее значение, чем явное признание имеет и прямое возражение государства против возникающей нормы (например, в форме протеста). Такое возражение (как и явно выраженное признание) дает возможность четко определить позицию государства в процессе формирования обычая и, соответственно, будет свидетельствовать об отсутствии его согласия с формирующейся нормой – opinio non juris.